# サン・キュロット

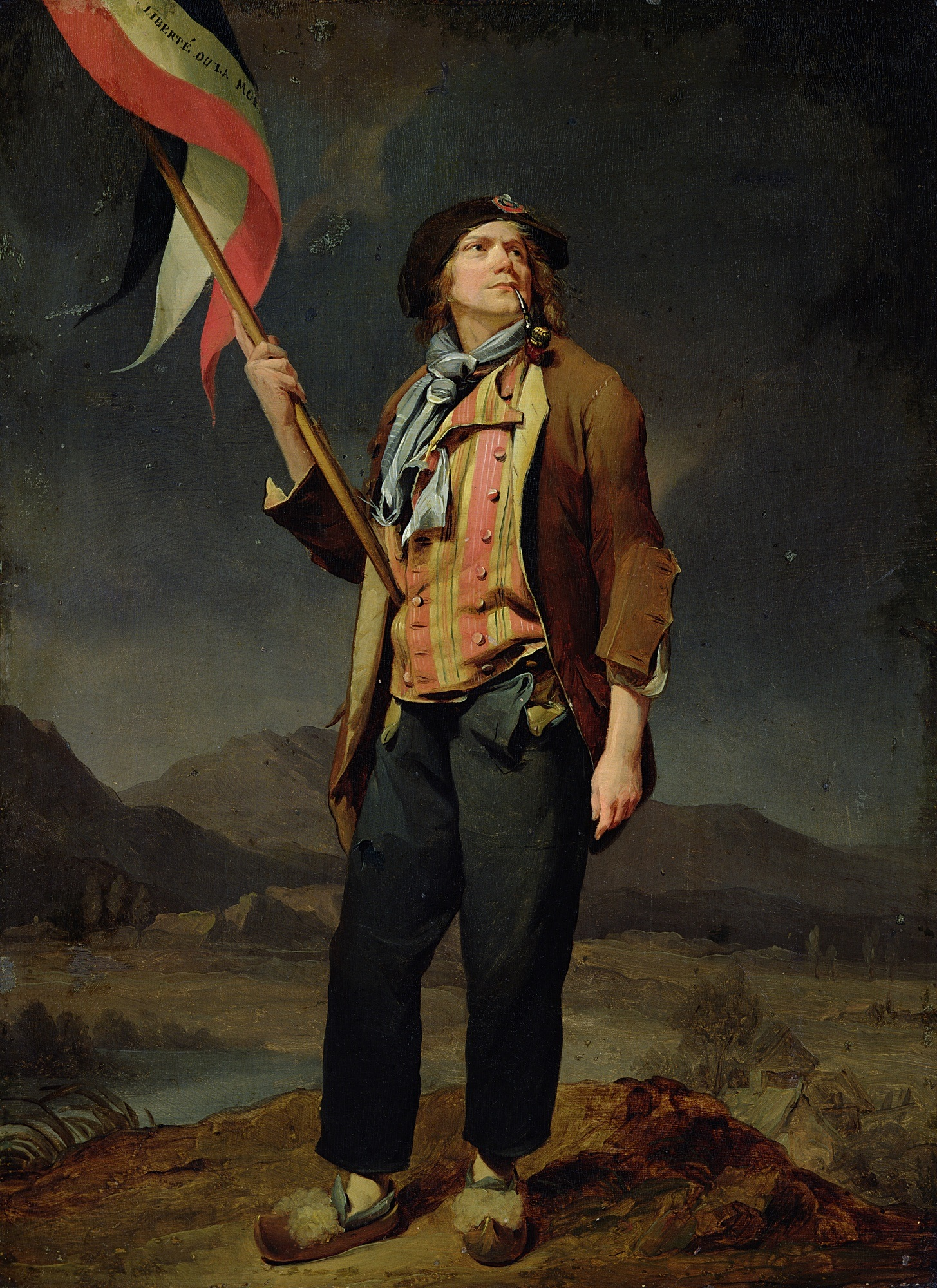
ルイ＝レオポルド・ボワイー作（1792年) 『サン・キュロットの扮装をした歌手シュナール』

サン・キュロット（フランス語: Sans-culotte）とは、フランス語で「キュロットをはかないひと」というような意味で、フランス革命の推進力となった社会階層。主に手工業者、職人、小店主、賃金労働者などの無産市民（固定資産の無い人）を指し、当時のパリでは貧困層に属した。
キュロットとは半ズボンのことで、当時貴族の一般的なボトムスであった。そして、長ズボンを履く庶民を貴族が馬鹿にして「サン・キュロット」と呼んだ。これに対し、労働者は不公平な身分制度に反対する意味をこめて、逆に自分たちを誇りを込めてこう呼ぶようになる。
サン・キュロット階層は、不況やパンの価格高騰などによって生活に苦しんでいて、参政権どころか一切の権利を持っていなかった。そのこともあり、フランス革命の到来はサン・キュロットに熱烈に支持され、1793年1月6日にパリ市当局が、1月6日の主の公現の祭日をサン・キュロットの記念日に改めるほどだった。流言に端を発する暴動でバスティーユ牢獄を襲撃した7月14日のバスティーユ襲撃事件、九月虐殺など、血なまぐさい革命の暴力的側面はすべて彼らによって引き起こされたものである。
パリのサン・キュロットはフランス革命での不安定要素で、ブルジョワ主導の国民議会を悩ませた。立法議会になってもその傾向は変わらず、武装民兵と化した彼らが度々起こしたデモや暴動は議会への圧力となり、生活の改善を求める運動は、革命を急進化させた。各党派は、パリのサン・キュロットに迎合せざるを得ない状況にあったため、フランス革命が極端な平等主義や富の再分配といった、社会主義的な政策を途中で取り入れようとしたのは彼らの影響であった。
恐怖政治はサン・キュロットの熱心な要望で始まったものだが、ジャコバン派の分派争いで粛清を受け、特にサン・キュロット直接行動主義の代表格だったエベール派の処刑以後は扇動者を失って弱体化した。さらにテルミドールのクーデタを境に一気に衰退し、テルミドール反動と、その後の総裁政府や執政政府は大規模な弾圧を行ったため、サン・キュロットは革命勢力としての力を完全に失い、革命の主体はブルジョワジーのもとに戻った。